# Xargi
Xargi, o Mango, es la regla principal del inframundo en la mitología siberiana. Antepasado de los chamanes y de oso hermano del dios creador, que busca el alma de la OMI, que ha tomado una forma de sombra, o xanjan. Al ser encontrado, se convierte en un pájaro y se devuelve a la Tierra para entrar en el cuerpo de otra criatura.